# Гайворонський Євген Борисович
Євген Борисович Гайворонський (нар. 31 березня 1986, Донецьк) — український журналіст з Ялти, живе в Києві.

## Життєпис
Народився 31 березня 1986 року в Донецьку. Закінчив факультет журналістики місцевого вишу[уточнити].
Працював у газеті «Донецькі новини». 2012 року переміг у конкурсі «Найкращий у сфері журналістики» Донецької обласної ради у номінації «Найкращий журналіст регіонального друкованого видання».
З часом переїхав до Ялти, під час початку тимчасової анексії Криму підтримав дії Росії. Працював прес-секретарем в місцевій проросійській громадській організації «Народна єдність». 2015 року отримав паспорт Росії в Криму. Пізніше, у листопаді 2019 році Ялтинський міський суд визнав незаконними (підробленими) документи, за якими Євгену Гайворонському було видано російський паспорт.
Був дописувачем «Євразійського журналу» та кореспондентом «Комсомольської правди» в Криму (до січня 2017 року). Після звільнення став співпрацювати з севастопольським інтернет-виданням «Примітки». Журналіст у своїх публікаціях критикував місцеву та кримську владу.
1 лютого 2018 року, за власними словами, на нього було здійснено напад невідомими особами. Гайворонський пов'язує побиття із висвітленням діяльності Дмитра Тюкаєва стосовно його незаконної забудови у селищі Гаспра.
6 березня 2019 року співробітники російського МВС провели обшук у його квартирі без повідомлення про порушення проти нього кримінальної справи. Було вилучено техніку, особисті речі, український паспорт, а також пошкоджено його російський паспорт. Після обшуку його доставили до УМВС Ялти. У Facebook Євген став публікувати дописи проукраїнського спрямування. 18 березня 2019 року редактор інтернет-видання «Примітки» Віктор Ядуха повідомив про припинення співробітництва з Гайворонським.
26 березня 2019 Гайворонського знову заарештовано ялтинським судом окупованого Криму на 12 діб (за адміністративне правопорушення — вживання наркотичних речовин без призначення лікаря, Євген заперечив ці дані). 
27 березня — подав заяву з вимогою анулювати російський паспорт, пояснюючи, що той було видано з порушенням законодавства. Після цього МВС Росії з червня намагалося позбавити Гайворонського російського паспорта через підробку документів. У листопаді 2019 році Ялтинський міський суд визнав незаконними документи, за якими Євгену Гайворонському було видано російський паспорт. Проте, за словами Гайворонського, таки дії російських силових структур пов'язані з тим, що вони боялися прецеденту відмови кримчанина від російського паспорту з апеляцією до порушила п. 4 ст. 15 Конституції Росіїйської Федерації (верховенство міжнародного права над внутрішнім) та до Будапештського меморандуму.
7 квітня — Євгена випустили з-під варти. У жовтні його знов заарештували, звинувативши в «неповазі до влади» та оштрафували.
20 грудня кримський «суд» оштрафував Євгена на 2 тис. рублів і вирішив депортувати його на материкову частину України. У нього було вилучено російський паспорт і телефон. Його звинуватили в перебуванні «на території Росії» (тимчасово окупований Крим) без відповідних документів.
Як стверджував Євген, його 9 днів тримали у в'язниці для іноземців у Краснодарському краї РФ. Після втручання консула України в Ростові-на-Дону Тараса Малишевського, російського політолога Ігоря Ейдмана і помічника прем'єр-міністра України, його відпустили та доправили до українського кордону, до пункту Чертково. Після «депортації» 31 грудня 2019, Гайворонського привезли до Києва, йому було заборонено в'їзд до Росії. Оселитися в Києві йому допоміг голова Меджлісу кримськотатарського народу Рефат Чубаров.